# Jackson (Maine)
Jackson és una població dels Estats Units a l'estat de Maine (EUA). Segons el cens del 2000 tenia 506 habitants.

## Demografia
Segons el cens del 2000, Jackson tenia 506 habitants, 204 habitatges, i 135 famílies. La densitat de població era de 7,7 habitants/km².
Dels 204 habitatges en un 34,3% hi vivien nens de menys de 18 anys, en un 52,9% hi vivien parelles casades, en un 8,8% dones solteres, i en un 33,8% no eren unitats familiars. En el 26,5% dels habitatges hi vivien persones soles el 7,4% de les quals corresponia a persones de 65 anys o més que vivien soles. El nombre mitjà de persones vivint en cada habitatge era de 2,48 i el nombre mitjà de persones que vivien en cada família era de 2,96.
Per edats la població es repartia de la següent manera: un 26,7% tenia menys de 18 anys, un 6,7% entre 18 i 24, un 29,2% entre 25 i 44, un 28,9% de 45 a 60 i un 8,5% 65 anys o més.
L'edat mediana era de 38 anys. Per cada 100 dones de 18 o més anys hi havia 95,3 homes.
La renda mediana per habitatge era de 26.705 $ i la renda mediana per família de 38.571 $. Els homes tenien una renda mediana de 27.159 $ mentre que les dones 20.000 $. La renda per capita de la població era de 15.525 $. Entorn del 15,2% de les famílies i el 21% de la població estaven per davall del llindar de pobresa.